# Michelle van der Pols
Michelle van der Pols (Utrecht, 6 de enero de 1989) es una exjugadora neerlandesa de hockey sobre césped.

## Trayectoria
van der Pols debutó con la selección de Países Bajos en 2007. En 2007 se coronó campeona del Champions Trophy de Quilmes, al derrotar a la selección local. Obtuvo la medalla de bronce en el Champions Trophy 2008, al vencer a China en el partido por el tercer puesto. En 2010 llegó a la final del Champions Trophy, pero perdió contra Argentina por 4 a 2. Casi 2 meses después de la final disputada en Nottingham, inició el Mundial de Rosario 2010. En el torneo derrotó a Inglaterra en semifinales y avanzó a la final contra la selección anfitriona. En la final disputada en el Estadio Mundialista de Hockey, perdió ante Argentina por 3 a 1. En 2014 jugó el Champions Trophy de Mendoza, donde llegó a semifinales, pero cayó ante Argentina por 2 a 1. Obtuvo el tercer lugar a derrotar a Nueva Zelanda por 2 a 1. En 2016 participó en el Champions Trophy de Londres. En el torneo avanzó hasta la final, donde perdió ante Argentina.